# Muzeum Historii i Tradycji Żołnierzy Suwalszczyzny w Suwałkach
Muzeum Historii i Tradycji Żołnierzy Suwalszczyzny w Suwałkach – muzeum z siedzibą w Suwałkach. Placówka działa w ramach Klubu Wojskowego 14 Suwalskiego Dywizjonu Artylerii Przeciwpancernej im. Marszałka Józefa Piłsudskiego, a jej siedzibą są budynki wojskowe przy ul. Wojska Polskiego.
Muzealna ekspozycja składa się z wystaw: wewnątrz budynku oraz plenerowej. W ramach wystawy w budynku prezentowane są pamiątki, związane jednostkami wojskowymi, stacjonującymi na terenie Suwałk, w szczególności po Suwalskiej Brygadzie Kawalerii. W zbiorach znajdują się m.in. militaria, proporce, umundurowanie i wyposażenie wojskowe. Natomiast w ramach ekspozycji plenerowej zobaczyć można pojazdy wojskowe oraz artylerię, w tym:
- armaty przeciwpancerne: 45 mm wz. 1942 M-4276 mm wz. 1942 ZiS-3 oraz 57 mm wz. 1943 ZiS-2,
- działa przeciwlotnicze: 85 mm wz. 1939 KS-12, 37 mm wz. 1939 61-K,
- haubice: 152 mm wz. 1943 D-1, 122 mm wz. 1938 M-30 oraz haubicoarmata 152 mm wz. 1937 MŁ-20,
- armaty: 76 mm wz. 1927, 100 mm wz. 1944,
- działa bezodrzutowe: B-10 i B-11,
- moździerze: 120 mm wz. 1943, 82 mm 2B9 Wasilok, 160 mm M-160,
- transportery: BRDM-2, SKOT-2AP,
- czołg T-34-85[potrzebny przypis],
- czołg T-72[potrzebny przypis],
- czołg PT-76,
- działo samobieżne ASU-85,
- samobieżne działo przeciwlotnicze ZSU-57-2,
- samobieżne wyrzutnie rakiet przeciwpancernych: 9P133 Malutka-P i 9P148,
- wyrzutnie rakiet: SCUD 2 na podwoziu MAZ 543, BM-14E na podwoziu ZiS-151 oraz S-75 "Dźwina",
- transporter rakiet SCUD na podwoziu ZiŁ-157K.

Muzeum czynne jest we wtorki i czwartki w godzinach 10:00 - 14:00 i czwartki 9:00 - 12:00.
Zwiedzanie grupowe muzeum jest możliwe po uprzednim uzgodnieniu.